# Geranium incanum
Geranium incanum är en näveväxtart som beskrevs av Nicolaas Laurens Nicolaus Laurent Burman. Geranium incanum ingår i släktet nävor, och familjen näveväxter. Inga underarter finns listade i Catalogue of Life.